# Chapelle Notre-Dame-du-Sehring
La chapelle Notre-Dame-du-Sehring est un monument historique situé à Guebwiller, dans le département français du Haut-Rhin.

## Localisation
Ce bâtiment est situé route de Colmar à Guebwiller.

## Historique
L'édifice fait l'objet d'une inscription au titre des monuments historiques depuis 1991.
Il abrite un ensemble de dix tableaux exécutés en 1709 par Franz ou François Hillenweck, provenant de l'église du couvent des Dominicains de Guebwiller, et placés dans la chapelle après la Révolution.